# Ульянов, Пётр Александрович
Пётр Александрович Ульянов (бел. Пётр Аляксандравіч Ульянаў; 1926 — 1943, Речицкий район) — разведчик партизанского отряда имени К. Е. Ворошилова, партизан Великой Отечественной войны.

## Биография
Ульянов Пётр Александрович родился в 1926 году. Белорус. С 1942 года комсомолец.
Вступил в партизанский отряд юным парнишкой в пятнадцать лет. Был разведчиком – товарищи так и называли его: «Петя маленький». Не раз отправлялся он на разведку в Речицу, принимал участие в боях с врагом.
Особо отличился в засаде на шоссе Речица – Хойники. Группа партизан обстреляла немецкую автомашину, уничтожила 9 солдат и 2 офицеров, захватила 2 пулемёта, винтовки и пистолеты.
В 1943 году Пётр Ульянов героически погиб во время выполнения разведзадания в районе деревни Солтаново. Ему тогда было семнадцать лет.
Память об отважном бойце увековечена в экспозиции Речицкого музея, в котором хранятся и воспоминания о нём.
Петра Ульянова посмертно наградили орденом Отечественной войны I степени.

## Награды и звания
- Орден Отечественной войны I степени (посмертно).

## Память
- Именем Героя названа улица в городе Речица Гомельской области Беларуси[1][2].
- В Речицком краеведческом музее хранятся материалы, посвящённые П. Ульянову[1].
- Пионерская дружина имени Пети Ульянова[3].